# Knödellinie

Darstellung einer Knödellinie nach PlanzV

Als Knödellinie oder Perlschnurlinie wird in Deutschland die zeichnerische Abgrenzung zwischen unterschiedlichen Nutzungen innerhalb von Bebauungsplänen bezeichnet. Die Darstellung wird in der Planzeichenverordnung (PlanzV) definiert. Unterschiedliche Nutzungen können verschiedenartige Baugebiete oder Maße der baulichen Nutzung im Sinne der Baunutzungsverordnung (BauNVO) sein.
Die Begriffe selbst werden nicht in den genannten Verordnungen verwendet, die Planzeichenverordnung zeigt lediglich eine zeichnerische Darstellung. In Ermangelung einer Definition im Range öffentlichen Rechtes haben sich die Begriffe jedoch etabliert.
In Österreich gibt es den Begriff nicht, da eine Parzelle des Grundbuchs beziehungsweise Katasters immer auch genau eine Art der baulichen Nutzung hat (es gibt nur durchgezogene Linien, allfällig sind zu einem Grundbuchskörper zusammengehörige Parzellen unterschiedlicher Nutzung an der Grenze mit «~» markiert).